# Armita Abbasi
Pour les articles homonymes, voir Abbasi (homonymie).
Armita Abbasi (persan : آرمیتا عباسی), née en 2001, est une manifestante iranienne arrêtée le 10 octobre 2022 à Karaj, en Iran, par les forces de sécurité. Peu de temps après, Armita Abbasi dénonce plusieurs agressions sexuelles répétées durant sa détention par les forces de sécurité, accusations qui ne sont niées par ces derniers,,.
Le 2 janvier, elle commence une grève de la faim avec plusieurs codétenues pour protester contre ses conditions de détention. Le 29 janvier 2023, son procès a lieu à Karaj, dans lequel elle est accusée d'avoir fabriqué plusieurs cocktails Molotov et d'être l'une des leaders des manifestations.
Le 7 février 2023, son père annonce sa libération.